# 国玉通
国玉通（くにたまどおり）は、兵庫県神戸市灘区の町名の一つで、三丁目に河内国魂神社（五毛天神）があることから命名された。
令和2年国勢調査（2020年10月1日）における世帯数375、人口787、うち男性363人、女性424人。郵便番号：657-0816。

## 地理
東は篠原本町、南は上野通、西は城の下通、北は薬師通。東から順に一～四丁目がある。
河内国魂神社は延喜式内社で、本当に五毛天神が河内国魂神社であるかどうかは定かではないのだが、1733年に並川誠所により編纂された『五畿内志』では五毛村社がそれに充てられ、元文元年（1736年）尼崎藩からの河内国魂神社の石碑を建てよとの命を受けて以降、河内国魂神社として扱われている。東に隣接する旭曜山海蔵寺は同社の神宮寺である。

### 地価
住宅地の地価は、2014年（平成26年）1月1日の公示地価によれば、国玉通4-2-11の地点で25万2000円/m2となっている。

## 施設
- 河内国魂神社
- 旭曜山海蔵寺
- 神戸市立上野中学校